# マンキャッチャー

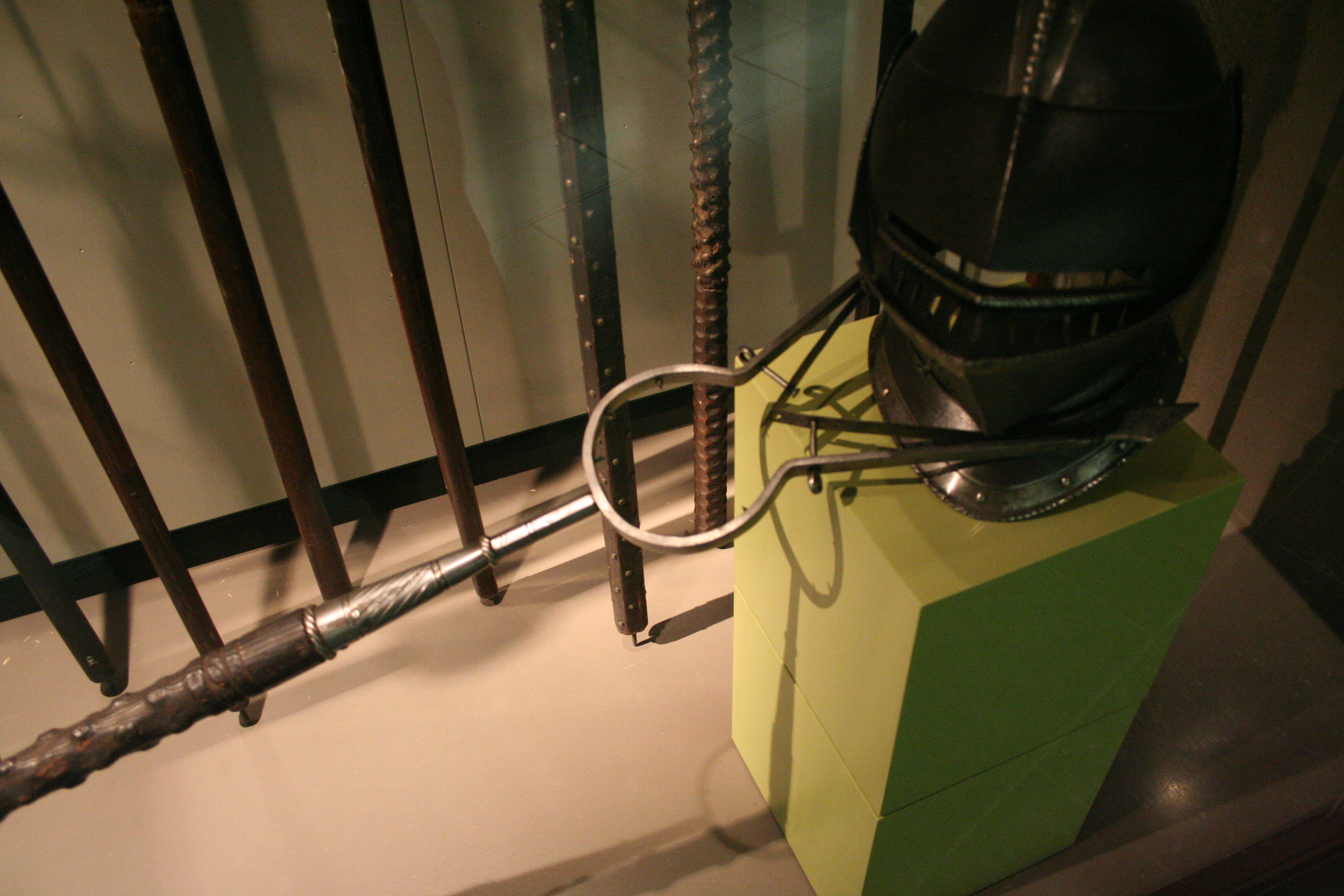
Attrape-coquin

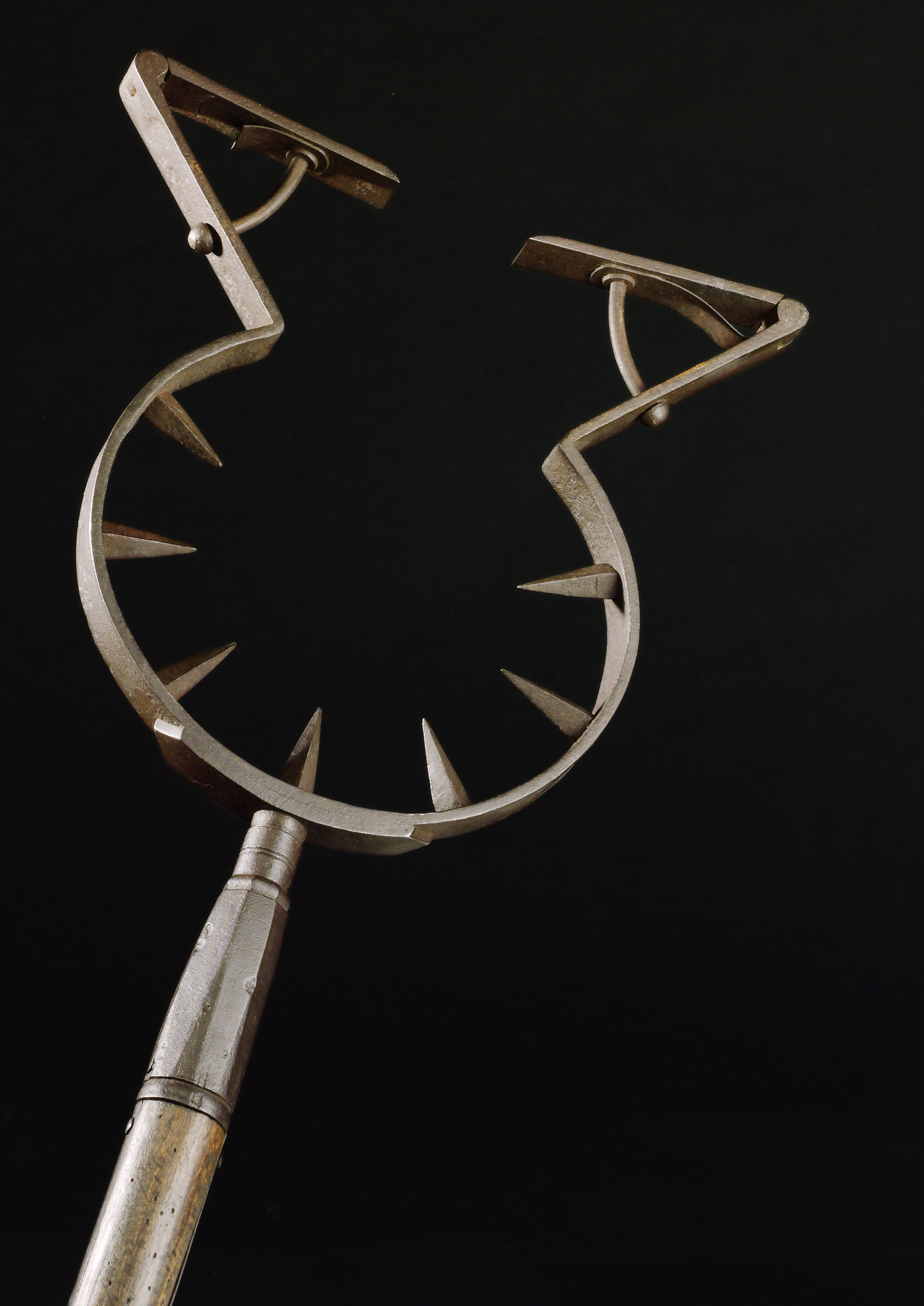
マンキャッチャー

マンキャッチャー（英語：Man catcher、フランス語：Attrape-coquin、もしくは attrape-coquin à ressorts）は、中世の戦争で貴族を捕虜とし身代金を得るため使われた刺又に返しが付いたような捕縛棒である。先端の返し部に刃を付けて槍のようにも使用できたものもある。
使用法として、馬に乗った武装した貴族の首に引っ掛け引きずりおろした。また暴力的な囚人を捕らえるのにも使用された。